# جو كانتيلون
جو كانتيلون (بالإنجليزية: Joe Cantillon)‏ هو لاعب كرة قاعدة أمريكي، ولد في 19 أغسطس 1861 في جينسفيل في الولايات المتحدة، وتوفي في 31 يناير 1930 في هيكمان في الولايات المتحدة.

## وصلات خارجية
- جو كانتيلون على موقعبيزبول رفرنس.كوم (الدوري الثانوي) (الإنجليزية)